# Comuna de Pruszcz Gdański
Pruszcz Gdański (polaco: Gmina Pruszcz Gdański) é uma gminy (comuna) na Polónia, na voivodia de Pomerânia e no condado de Gdański. A sede do condado é a cidade de Pruszcz Gdański.
De acordo com os censos de 2004, a comuna tem 16 260 habitantes, com uma densidade 114,1 hab/km².

## Área
Estende-se por uma área de 142,56 km², incluindo:
- área agricola: 79%
- área florestal: 4%

## Demografia
Dados de 30 de Junho 2004:
|                      | Total   | Total | Mulheres | Mulheres | Homens  | Homens |
| -------------------- | ------- | ----- | -------- | -------- | ------- | ------ |
|                      | pessoas | %     | pessoas  | %        | pessoas | %      |
| População            | 16 260  | 100   | 8098     | 49,8     | 8162    | 50,2   |
| Densidade (pop./km²) | 114,1   | 100   | 56,8     | 56,8     | 57,3    | 57,3   |

De acordo com dados de 2005, o rendimento médio per capita ascendia a 2094,99 zł.

## Comunas vizinhas
- Cedry Wielkie, Gdańsk, Kolbudy, Pruszcz Gdański, Pszczółki, Suchy Dąb, Trąbki Wielkie